# Emberiza variabilis
El escribano gris (Emberiza variabilis), es una especie de ave paseriforme de la familia Emberizidae. Es nativa de China, Japón, Corea del Sur y Rusia. Habita en bosques boreales y templados.

## Subespecies
Se reconocen dos subespecies:
- E. v. musica (Kittlitz, 1858)
- E. v. variabilis Temminck, 1836